# 连珠瓦韦
连珠瓦韦（学名：Lepisorus subconfluens）为水龙骨科瓦韦属下的一个种。